# 上座 (佛教)
上座，又譯為悉他薜攞、住位苾蒭，佛教術語，又稱長老，為出家僧團中，對較為資深的成員的敬稱。

## 定義
佛教僧團中，不問年齡、種姓、與地位，以先出家受具足戒者為上座（Sthavira），後出家者應對他們表示尊敬。在後世，受具足戒十年以上的僧侶，才能稱為上座。
在僧團中，也使用一些敬稱，如大德（bhadanta），尊者（ārya）等來稱呼上座。

## 漢傳佛教
在漢傳佛教中，上座是一個榮譽職位，列為寺院的三綱之一。